# (9901) 1997 NV
(9901) 1991 NV là một tiểu hành tinh vành đai chính. Nó quay quanh Mặt Trời mỗi 3.60 năm.
Được phát hiện tại Đài thiên văn Kleť ngày 1 tháng 7 năm 1997, tên chỉ định của nó là "1997 NV". Nó là tiểu hành tinh thứ 376 được phát hiện tại Đài thiên văn Kleť.